# Övreträsket
Övreträsket är en sjö i Piteå kommun i Norrbotten och ingår i Rosåns huvudavrinningsområde. Sjön har en area på 0,864 kvadratkilometer och ligger 6 meter över havet. Sjön avvattnas av vattendraget Rosån.

## Delavrinningsområde
Övreträsket ingår i det delavrinningsområde (727617-176840) som SMHI kallar för Utloppet av Övreträsket. Medelhöjden är 24 meter över havet och ytan är 17,87 kvadratkilometer. Räknas de 11 avrinningsområdena uppströms in blir den ackumulerade arean 179,93 kvadratkilometer. Avrinningsområdets utflöde Rosån mynnar i havet. Avrinningsområdet består mestadels av skog (78 procent) och sankmarker (10 procent). Avrinningsområdet har 0,78 kvadratkilometer vattenytor vilket ger det en sjöprocent på 4,3 procent.